# Alfred Lotka
Alfred James Lotka (Lviv, 2 maart 1880 - 5 december 1949) was een Amerikaans natuurkundige, biofysicus en statisticus. Hij is bekend als een van de grondleggers van de Amerikaanse wiskundige populatiedynamica. en voor zijn bijdragen aan de wiskundige biologie en de energetica.
Lotka werd geboren in Lviv ofwel Lemberg in het toenmalige Oostenrijk-Hongarije. Zijn ouders waren Amerikaanse staatsburgers en hij volgde internationaal onderwijs. In 1901 behaalde hij een bachelorgraad aan de Universiteit van Birmingham, in 1902 een graad aan de Universiteit Leipzig en in 1909 een mastergraad aan de Cornell-universiteit. In 1912 promoveerde hij aan de Universiteit van Birmingham.
In 1902 ging hij aan het werk als scheikundig assistent bij de Amerikaanse General Chemical Company. In 1909 werkte hij een jaar bij het US Patent Office, en daarna twee jaar bij de National Institute of Standards and Technology (NIST). Tussen 1911 en 1914 was hij redacteur bij Scientific American en tussen 1922 en 1924 was hij medewerker bij de Johns Hopkins-universiteit. Vanaf 1924 tot aan zijn pensioen in 1947 was hij statisticus voor de Metropolitan Life Insurance Company in New York.

## Publicaties
- 1925. Elements of Mathematical Biology.
- 1930. The Money Value of a Man Met Louis Israel Dublin.
- 1934. Théorie Analytique des Associations Biologiques, deel 1. New York: Plenum Press.
- 1936. Length of Life. Met Louis Israel Dublin.
- 1937. Twenty-five Years of Health Progress. Met Louis Israel Dublin.
- 1939. Théorie Analytique des Associations Biologiques, deel 2. New York: Plenum Press.

Artikelen
- 1907. "Relation between birth rates and death rates". In: Science, Vol 26. Pag 121–130.
- 1911. "A problem in age distribution". Met F.R. Sharpe in: Philosophical Magazine Vol 21. Pag 435–438.
- 1919. "A contribution to quantitive epidemiology". In: Journal of the Washington Academy of Sciences, Vol 9. Pag 1-73.
- 1922. "Contribution to the energetics of evolution". In: Proc Natl Acad Sci, Vol 8. Pag 147–51.
- 1922b. "Natural selection as a physical principle". In: Proc Natl Acad Sci, Vol 8. Pag 151–54.